# ريان تشرتش
ريان تشرتش (بالإنجليزية: Ryan Church)‏ هو مصمم أمريكي، ولد في 18 يوليو 1971 في لونغ بيتش في الولايات المتحدة.

## وصلات خارجية
- الموقع الرسمي
- ريان تشرتش على موقع IMDb (الإنجليزية)